# Natan Gesang
Natán Gesang (Cracovia, 1 de agosto de 1888 - Buenos Aires, 11 de febrero de 1944) fue un educador y escritor argentino de origen judío polaco.  
Recibió una educación ortodoxa. Hasta los 15 años permaneció en su ciudad natal, y a esa edad se trasladó a Lemberg, ciudad en la que las ideas de renovación comenzaban a abrirse camino. Fue allí donde conoció al movimiento sionista, y comenzó a participar en él activamente; llegó a fundar con algunos amigos un Centro Juvenil Sionista en Lemberg.

## Biografía

### Infancia en Polonia
Nació el 1 de agosto de 1888 en Cracovia, en el seno de una familia donde el jasidismo nutría toda la existencia y presidía toda la vida cotidiana. En el jéder comenzó su educación, rígidamente ortodoxa, y sus padres aspiraban a verlo convertido en rabino.
Hasta los 15 años permaneció en su pueblo natal, y a esa edad se trasladó a Lemberg, ciudad donde la vida judía y el jasidismo habían tenido un reducto impenetrable, pero donde el iluminismo y las ideas de renovación comenzaban a abrir brecha en algunos sectores del pueblo. 
El adolescente, que se encontró de pronto en un centro donde convergían corrientes opuestas, se orientó rápidamente cuando trabó contacto con los ideales del renacimiento judío en Eretz Israel.

### Un futuro sionista
A los 16 años funda un centro juvenil sionista en Lemberg. 
En 1909, viaja a Londres para desempeñarse como secretario de uno de los principales centros sionistas: British Zionist Organization. 
En 1910 viajó a Argentina, y se quedó para continuar trabajando a favor del sionismo. Fue uno de los dirigentes de la Argentine Jewish Organization, y uno de los fundadores de la Federación Sionista Argentina. Llegó a ser presidente de diversas instituciones judías: Keren Hayesod, que había sido creada en Londres en 1920, Federación Sionista Argentina, y también representante de la Comunidad Judía Argentina en los Congresos Sionistas de 1937 y 1941.
Dentro de su constante trayectoria como activista sionista, su preocupación fundamental fue la educación judía. Comprendía que el reconocimiento hebreo debía abarcar simultáneamente los dos campos fundamentales de la acción sionista: el campo material de la reconstrucción del Hogar Nacional Judío en Eretz Israel y el campo espiritual de la cultura judía en todos los países de la diáspora. Por eso fundó en 1920 junto a un grupo de dirigentes sionistas el Templo Bet-Jai y luego la primera Escuela Hebrea Moderna en Buenos Aires.
Con sus conocimientos y capacidad brindó generosos asesoramientos a todas las instituciones israelitas del país, que lo consultaban a menudo respecto a problemas de su desarrollo.

### Su lucha contra el antisemitismo
Nos comenta Gradel en la biografía «...debemos destacar que Natan Gesang fue uno de los pioneros fundadores de lo que hoy en día es DAIA. Gesang fue visionario en todo sentido, ya que en un acto en 1933, en el Luna Park, hace un llamado a los judíos de Europa diciéndoles que salgan porque sabía lo que iba a suceder.»
En 1935 fue uno de los fundadores de DAIA (Delegación de Asociaciones Israelitas en Argentina), que es la organización que cumple los requisitos de enlace entre la Comunidad Judía y los entes oficiales del Estado Argentino.
En 1936 Gesang reacciona frente a las persecuciones contra los judíos en Alemania, y organiza una campaña de protesta que es una de las mejores demostraciones de su capacidad política. 
En 1937 participa como delegado argentino en el Congreso Sionista de Zúrich, en el que se pone en contacto directo con los dirigentes sionistas. Discute con ellos los problemas sionistas y les plantea la necesidad de intensificar los esfuerzos en los países americanos. En ese mismo año, visita nuevamente Palestina (Eretz Israel), y comprueba el extraordinario progreso experimentado por el país en el transcurso de los últimos 10 años.
En 1939, regresa a Europa para participar en el Congreso de Ginebra, el año trágico del Libro Blanco, cuando las esperanzas judías son estranguladas por el espíritu del munichismo apaciguador. En las declaraciones que formula a su vuelta se pone de manifiesto su penetrante visión política, ya que manifiesta que el Libro Blanco no será un obstáculo para el movimiento sionista, sino que la misma lucha contra dicho libro retemplará el ánimo de los sionistas. En 1941 va a los Estados Unidos integrando la delegación argentina para el Congreso Mundial Judío.  En los dos últimos años, Gesang afrontó una crisis muy seria en las filas mismas de la Federación Sionista Argentina, provocada por el proyecto de creación de la Histadruth Ajida, la organización Sionista Unificada. En el Congreso de Santa Fe demuestra que mantiene íntegras sus condiciones de dirigente, y logra evitar una división que hubiera sido muy peligrosa para todo el movimiento sionista, y no solamente para la organización de los sionistas generales.

### Una gran persona
Escritor y ensayista, era uno de los mejores cultores del yídico, al mismo tiempo que uno de los grandes luchadores a favor del hebreo. Dedicó especial atención al Karen Hayesod en el centro de la actividad sionista, como reconociendo la necesidad de intensificar los esfuerzos prácticos, sin los cuales todo el movimiento sionista carecía de base y proyección. También tenía una particular inquietud por la juventud judía.
Pensador y ensayista, mantuvo una relación de amistad con Albert Einstein, a quien visitó en diciembre de 1941 . Ambos mantuvieron correspondencia epistolar hasta el fallecimiento de Gesang.
Falleció el 11 de febrero de 1944, cuando comenzaban los festejos de los primeros 50 años de la creación de la Jevra Kedusha, hoy conocida como AMIA (Asociación Mutual Israelita Argentina). Se descompuso dando una conferencia, tuvo que ser hospitalizado y falleció poco después. Sus restos se encuentran frente a la tumba de su maestro y amigo Jacobo Joselevich y junto a los de otro de los precursores del sionismo en la Argentina, Salomón Liebeschutz, en el cementerio de Liniers.
En honor a su desempeño y su labor en favor del Sionismo y de la Educación Judía, desde 1949 se llamó con su nombre a la Escuela Hebrea Moderna, denominada en adelante Escuela Natan Gesang.